# كولباكي
كولباكي (بالروسية: Кулебаки) هي إحدى مدن روسيا في الكيان الفدرالي الروسي نيزني نوفغورود أوبلاست.